# السعودية.
A السعودية. (kiejtve asz-szuúdijja, Punycode: .xn--mgberp4a5d4ar) Szaúd-Arábia nemzeti karakterekkel (arab írással) regisztrált internetes legfelső szintű tartománykódja. 2010. május 5-én aktiválták, az امارات. (imárát, azaz Egyesült Arab Emírségek) és مصر. (miszr, azaz Egyiptom) TLD-kkel egy időben.
Szaúd-Arábia latin írással regisztrált TLD-je a .sa.